# Ewald Kislinger
Ewald Kislinger (Steyr, 1956) es un bizantinista austríaco.

## Biografía
A partir de 1974 estudió estudios bizantinos, historia y filología clásica en la Universidad de Viena. En 1982 completó sus estudios con un doctorado en estudios bizantinos (también en Historia del Sudeste de Europa). De 1980 a 1981 fue miembro del comité organizador del XVI Congreso Internacional de Estudios Bizantinos en Viena. Desde 1982 ha estado empleado en el Instituto de Estudios Bizantinos y Neogriegos de la Universidad de Viena, primero como asistente contratado, desde 1992 como asistente universitario, y desde su habilitación (2000) en estudios bizantinos como profesor universitario y profesor asociado. De 1992 a 2003 trabajó en la bibliografía de novedad de la Byzantinische Zeitschrift (para Austria, el sur de Italia y las áreas temáticas de la vida cotidiana y la medicina). De 2007 a 2018 fue editor del Jahrbuch der Österreichischen Byzantinistik. La investigación de Kislinger se centra en la historia de los acontecimientos, la vida cotidiana, la medicina y la gestión hospitalaria, así como en aspectos de la Sicilia bizantina. Por su investigación histórica y arqueológica sobre el monasterio basilio de San Pietro di Deca («Conventazzo»), Kislinger recibió la ciudadanía honoraria del municipio de Torrenova (provincia de Mesina, Italia) en 2012. Kislinger está casado con la bizantinista italiana Carolina Cupane.

## Obras
- Gastgewerbe und Beherbergung in frühbyzantinischer Zeit. Diss. masch. Wien 1982.
- (gemeinsam mit Herbert Hunger, Otto Kresten, Carolina Cupane): Das Register des Patriarchats von Konstantinopel, II: Edition und Übersetzung der Dokumente aus den Jahren 1337 - 1350 (Corpus Fontium Historiae Byzantinae XIX/2). Wien 1995, 520 S., 13 Abb.
- Regionalgeschichte als Quellenproblem. Die Chronik von Monembasia und das sizilianische Demenna. Eine historisch-topographische Studie (VTIB 8). Wien 2001, 307 S., 21 Abb., 3 Karten.
- Les chrétiens d’Orient: règles et réalités alimentaires dans le monde byzantin, in: Histoire de l’alimentation, sous la direction de Jean-Louis Flandrin et Massimo Montanari. Paris 1996, S. 325–344.
- (gemeinsam mit Iris Ott, Susanne Metaxas): Conventazzo (Torrenova / ME): Archäologie und Geschichte (FWF-Projekt P14977). Bericht über die Aktivitäten 2001–2003. In: Anzeiger der Österreichischen Akademie der Wissenschaften, phil.-hist. Kl. 139 (2004), S. 101–180.
- Graecorum vinum nel millennio bizantino, in: Olio e vino nell’alto medioevo (Settimane di studi sull’alto medioevo LIV). Spoleto 2007, S. 631–670.
- Reisen und Verkehrswege in Byzanz. Realität und Mentalität, Möglichkeiten und Grenzen, in: Proceedings of the 22nd International Congress of Byzantine Studies, Sofia 2011. Volume 1: Plenary Papers. Sofia 2011, S. 341–387.
- Area Editor (9: Transport, travel, logistics; 13: Medicine) of Brill’s History and Culture of Byzantium. New Pauly, ed. by Falko Daim. English edition by John Noël Dillon. Leiden – Boston 2019, 574 pp.